# Xanthophyllum yunnanense
Xanthophyllum yunnanense là một loài thực vật có hoa trong họ Polygalaceae. Loài này được C.Y. Wu miêu tả khoa học đầu tiên năm 1980.